# Siro San Roman
Roberto Miguel Santamaría (Rosario, 20 de agosto de 1931 - Buenos Aires, 17 de agosto de 2018), más conocido como Carlos Yanel o Siro San Román, sus dos nombres artísticos sucesivos, fue un cantante argentino de tango y de bolero.

## Carrera
A principios de la década del 50 se inició como cantor en su ciudad natal, Rosario, apareciendo inesperadamente como "tapado" en un espectáculo del famoso actor cómico José Marrone, con quien se siguió presentando. En una de las funciones con Marrone, se encontraba Alfredo Belusi, quien le hizo conocer que José Sala, en cuya orquesta Belusi trabajaba, tenía la intención de convocarlo. En aquella época, Sala había sido contratado por el sello CBS-Columbia y también formaba parte del elenco de Radio Belgrano. Bajo el nombre artístico de Carlos Yanel, debutó en el disco en abril de 1954 (ver discografía). En 1955, aún en Rosario, fundó su propia orquesta, codirigida por Omar Torres y el prestigioso violinista Antonio Agri. También integró brevemente la orquesta de Ricardo Pedevila pero enseguida fue convocado por Héctor María Artola, para cantar con su ya famosa Orquesta de Tango en Radio Belgrano, en Buenos Aires. En ese mismo año, 1956, se mudó a Buenos Aires y se integró a la orquesta de Héctor María Artola. Allí compartió los cantables con Ruth Durante, con quien además actuaría en la radio, primero en Splendid y luego en El Mundo. En 1957 reemplazó a Mario Beltrán como cantante en la orquesta de Alfredo Gobbi, pasando a ser su nuevo cantor estable, haciendo también dúo con Tito Landó. En octubre de ese mismo año grabaría, con Gobbi, el registro “Reflexionemos”, resultando la última grabación de este director para el sello RCA-Victor.
También fue convocado por Héctor Varela para integrar su formación, junto con Ernesto Herrera, en reemplazo de Fontán Reyes. Con esta orquesta grabó para el álbum "Es mi tormento" (Columbia Records). Después de un año con Varela, se presentó nuevamente como solista en los bailes de carnaval organizados por el Club Nueva Era de Rosario, con la orquesta local dirigida por José Corna. Luego pasó a integrar la orquesta de Celso Amato, junto a Héctor de Rosas, para actuar en la Confitería Richmond de la calle Esmeralda en Buenos Aires. 
Además de las numerosas actuaciones en radio, destacan su presentación en el club nocturno Maipú Pigall y su participación en diversos medios audiovisuales, tales como Glostora Tango Club, Radio El Mundo y Canal 7. Hacia fines de esta década comenzó su carrera como solista, llevando a cabo varias giras por Argentina.
En 1960 fue contratado por Music Hall, y cambió su nombre artístico a Siro San Román. Comienza a grabar boleros, baladas y canciones románticas latinoamericanas, aunque sin dejar de lado el Tango. Desde radio El Mundo hacían referencia a él como “El cantor con voz de ángel y nombre de santo”.
En 1962 grabó el simple "Cuando calienta el sol", canción por la que recibió un Disco de Oro por encabezar récords de ventas durante un año. También graba su primer Long-Play "Inolvidable". 
En 1963 su simple "Dame Felicidad" figuró prolongadamente entre los más vendidos en Argentina. En dicho año Siro San Román lanzó su segundo LP: “Sueños, Sentimientos, Romances”, al que luego siguió "Confidencial". 
Durante ese y los siguientes años recorrería Argentina, Uruguay, Paraguay, Perú, Chile y Venezuela en diversas giras.
Participó en varias fotonovelas con populares figuras femeninas, como Zulma Faiad o Elizabeth Killian, entre otras, así como en las películas “Patapúfete”, con Pepe Biondi, y “Matrimonio a la argentina”, con Rodolfo Bebán. Asimismo participó en varios radioteatros, entre ellos el de LR3 Radio Belgrano con Susana Rinaldi. En 1967 fue ganador del 4.º Festival Internacional de la Canción “De Costa a Costa”, en Uruguay, con la canción "Mi Muñeco", de Silvio Soldán.
En 1968 se presentó cantando tangos de Carlos Gardel en el "Festival Latino" de Miami. Al año siguiente Siro San Román fue convocado para realizar el Tour "Melodías de Verano" por la ex-URSS acompañado por Tito Besproban (Violín), Normando Lázara (Piano), Armando Zelenza (Bajo) y Osvaldo “Marinero" Montes (bandoneón). Durante varios meses, ofrecieron 75 conciertos en 6 de las ex-Repúblicas Soviéticas. Este fue el primer grupo argentino en grabar un LP de tangos en la ex-URSS: "Tango Argentino".
Durante los años subsiguientes, prosiguió su carrera como cantante solista en España, destacándose por su interpretación de la "Balada para un loco" y otras interpretaciones de la música de Buenos Aires, integradas en su repertorio de canciones románticas. Fue luego invitado al programa de televisión "Luces en la noche" (VHF), logrando un inmediato éxito con su nuevo repertorio de Tangos. Dio conciertos en Barcelona, Bilbao, Madrid, Zaragoza y Santander. En Benidorm, dirigió el Café Concert "El Candelabro", en el que también actuaba.
En 1974, de regreso en Argentina, inauguró el primer Restaurant Concert porteño, "La Nostalgia está de moda", el cual se convirtió en un éxito, renovando la escena musical de Buenos Aires y marcando tendencia durante más de 25 años.
Por “La Nostalgia está de Moda” pasaron importantes orquestas de tango así como destacadas figuras de la canción latinoamericana, tales como Hugo del Carril, Amália Rodrigues, Tita Merello, Lucho Gatica, Armando Manzanero, Sexteto Mayor, Alfredo D’Angelis, Trío Los Panchos, Pedro Vargas, María Martha Serra Lima, Edith Scandro, Yuyu da Silva, Dany Martin, Chico Novarro, Antonio Prieto, Rosamel Araya, Mario Clavel, Amelita Vargas, Raúl Lavié, Néstor Fabián, Atilio Stampone, José Colángelo, el “Marinero” Montes y hasta el propio Pepe Marrone, otrora el artífice de su debut. 
Hacia fines de los '90s Siro San Román actuó en Alemania y Suiza, acompañado en diversas ocasiones por el bandoneonista Alfredo Marcucci, por el grupo Tango Real y por Coco Nelegatti, entre otros, y obteniendo una gran aclamación por parte de la crítica y del público.
De vuelta en Argentina, se presentó en La Esquina de Homero Manzi con el unipersonal "¿Te acordás, hermano?". 
En el año 2002, a sus 71 años, se presentó en la Filarmónica de Berlín junto al Quinteto Arrabal.
En 2004, comenzó una pequeña "Escuela de Nuevos Intérpretes", con la cual se presentó regularmente en varios escenarios de Buenos Aires. En 2015, Siro San Román recibió una distinción por parte del "Centro de Cultura Tanguera Alfredo Belusi", en el Honorable Congreso de la Nación Argentina, en reconocimiento por su trayectoria y carrera “llevando el tango como bandera por distintos escenarios, siendo un verdadero representante de nuestra música ciudadana”. En 2016 fue galardonado con el “Gobbi de Oro”, otorgado por la Academia Nacional del Tango.
Falleció el 17 de agosto de 2018 en Buenos Aires.

## Selección discográfica
Grabaciones como Carlos Yanel:
- 1954 - Orquesta de José Sala

- Oración Rante
- Nunca más
- La Cantina
- Fatal y Tanguera
- 1956 - Orquesta Héctor María Artola
- Fueron tres años
- Petiteros
- 1957 - Orquesta Alfredo Gobbi
- Reflexionemos
- 1958 - Orquesta Héctor Varela
- Que digan lo que quieran
- Yo no quiero que se entere
- Y solamente mía

Discos “simples”
- Y Se derrite la nieve
- Cuando calienta el sol
- Dame felicidad
- Desagradecida
- Única
- Y fuimos nuestros
- Se ha puesto el sol
- Sabor a nada
- En tu boda
- Mi Muñeco

Grabaciones como Siro San Román LPs y CDs:
- 1962            “Inolvidable”                                                      Music Hall
- 1963            “Sueños, Sentimientos, Romances”                 Music Hall
- 1964            “Confidencial”                                                   Music Hall
- 1968            “Tango Argentino”                                             Melopea (Grabado en la ex-URSS)
- 1980            “Lo romántico está de moda”                           Broadway
- 1983            “Tangos para un soñador”                                CBS (Dir: José Colángelo)
- 1984            “Todo el Tango en una Voz “                            Almali
- 1987            “Déjame hablarte”                                            Almali   (Dir: Osvaldo Montes)
- 1989            “La Nostalgia de Siro San Román”                  Music Hall
- 1995            “Todo el Tango en una Voz II”                          Almali
- 1998            “Lástima que seas ajena”                                Diapasón
- 2000            “El Tango... a mi manera”                                Clan Tango
- 2005            “... y fuimos nuestros”                                      SOCSA   (con Orquesta Color Tango)
- 2008            “Cada vez que me recuerdes”
- 2011            “Romántico Siempre”
- 2014            “Antología Romántica”